# Tassarba
Tassarba és un drama líric en un acte d'Enric Morera amb llibret de Juli Vallmitjana i Colomines, estrenat el 18 de gener de 1916 al Gran Teatre del Liceu de Barcelona. L'estrena va comptar amb el debut al Liceu del tenor Jaume Illa i que moriria el 2 de maig del mateix any. Es va cantar en català, un fet gens habitual a l'època per a les estrenes del Liceu.

## Història
L'obra va ser estrenada pels cantants Elsa Raccanelli (soprano), Elena Lucci (mezzosoprano), Jaume Illa (tenor) i Josep Segura i Tallien (baríton) en els papers principals, amb Enriqueta Casas (soprano), Conrad Giralt (baix), i els comprimaris Maria Oliver i Josep Fernández, tots ells sota la direcció d'Alfredo Padovani. La direcció escènica va ser a càrrec de Rafael Moragas i Maseras i l'escenografia de l'escenògraf Salvador Alarma i Tastàs.
Va debutar també aquell dia al Liceu la ballarina "La Perla Negra". Ni el programa del Liceu ni els diaris de l'època donen la filiació de la ballarina. Es tractava d'una ballarina cubana, que es feia passar com a etíop, i la premsa, arran de l'estrena de Tassarba, la publicitava com a etíop.
L'empenta necessària per a l'estrena al Liceu la va donar l'empresari Joan Mestres i Calvet, fent realitat les seves promeses de potenciar l'art líric català.
L'acollida per part del públic no ser va molt bona, malgrat la qual cosa es va fer bisar la part orquestral de la farruca.
Al Fons Morera de la Biblioteca de Catalunya es conserven diferents documents sobre el text i la partitura, incloent-hi el llibret de Juli Vallmitjana, esborranys de partitura, partitura hològrafa i un fragment de reducció a piano de l'obra.
El llibret va ser publicat l'any 1916 per Antoni López, a Barcelona. La Biblioteca de Catalunya en conserva un exemplar del llibret.

## Argument
Lloc: indefinit
Època: indefinida
L'acció es desenvolupa en un ambient de gitanos, amb el rerefons dels costums gitanos, on la superstició forma part d'una vida sovint nòmada.
L'òpera narra una història de passió, honor i venjança, protagonitzada per una vella gitana remeiera, Esperança, la seva filla Tassarba i Gerinel, un perseguit per haver robat unes joies sagrades, al qual donen asil a casa, i acaba seduint la jove gitana. Tassarba personifica l'alba, la qual desapareix a la sortir del sol, coincidint al final de l'obra l'abandó de l'escena de Tassarba amb la sortida del sol.

### Acte únic
Tassarba i sa mare, Esperança, viuen retirades en unes runes, on Esperança fa una vida exemplar i austera, penedida del mal que ha fet a la seva joventut. Aquesta austeritat fa que la gent la cregui posseïdora d'un poder sobrenatural, i malalts i desvalguts acudeixen a ella cercant consol i remei.
Cap al vespre, Tassarba i sa mare parlen. La mare recomana a Tassarba, amb molta insistència, que no deixi apagar el foc sagrat que brilla al fons de l'escena en una espècie de cova, perquè tal cosa li portaria una gran desgràcia. El foc és, entre els gitanos, la imatge de la puresa. Com Tassarba es contempla a si mateixa amb afició al mirall, la mare li diu que la bellesa no serà perfecta si l'acompanya la vanitat. És un dia de la festa de la jove gitana, i molts gitanos venen a celebrar-la, ballen animadament la farruca i la dansa del foc al voltant de cinc brasers, les flames dels quals són de colors diversos i simbòlics. Tassarba canta una cançó que és un lament i una expressió de les seves ànsies de llibertat.
Al bell mig de la festa, es presenta sobtadament Gerinel. Arriba fugitiu i cansat, sol·licitant protecció i refugi, perquè ha robat unes sagrades joies i els seus perseguidors s'acosten. Els gitanos li neguen protecció, però ell, esgrimint una arma, els acovardeix, fugint tots els convidats. Gerinel ofereix a Tassarba les joies en penyora de l'amor que ja germina als cors dels dos joves. La mare, per cobdícia, accedeix a amagar al fugitiu.
Tot seguit apareix Garota amb alguns homes, perseguint Gerinel. Esperança els fa creure que Gerinel ha fugit. Garota implora inútilment de Tassarba una mica d'amor, però ella no pensa més que en Gerinel. Conduïts per Esperança, els perseguidors surten i deixant sols a Tassarba i Gerinel, els quals canten el seu amor. Se sent la veu llunyana d'Esperança, cantant la cançó del pressentiment. Ells, sense fer-ne cas, desapareixen a l'interior de la cambra, lliurant-se a l'amor.
Mentrestant, el foc sagrat s'extingeix. Torna Esperança i en veure el foc apagat endevina el que ha succeït, i maleeix Gerinel. Enfurismada, Esperança crida als perseguidors de Gerinel i el delata. Les joies que porta Tassarba a sobre l'acusen de còmplice, i Gerinel, per a defensar-la, desafia a Garota. Tots dos desapareixen d'escena. Tassarba, per a evitar que li prenguin la creu, hi posa el peu a sobre. Aquest sacrilegi exaspera als gitanos, els quals condemnen a Tassarba a ser cremada. Esperança, per tal d'evitar-ho, es declara culpable de tot i llavors la condueixen a la foguera. Arriba Garota, i explica a Tassarba que l'ànima de Gerinel vaga ja per l'espai, i insisteix en les seves pretensions d'amor. Tassarba el rebutja i marxa cap al destí que la crida. És el moment al qual l'alba deixa pas al nou dia.